# Irkoet (rivier)
De Irkoet (Mongools: Эрхүү гол; Erhüü gol, Russisch: Иркут) is een rivier in Rusland die door de autonome republiek Boerjatië en de oblast Irkoetsk stroomt. De rivier heeft met inbegrip van haar bronrivier de Zwarte Irkoet een lengte van 488 kilometer en vormt een zijrivier van de Angara. De Irkoet is bevroren van eind oktober tot eind april, begin mei. De stad Irkoetsk bevindt zich aan de monding van de Irkoet in de Angara. De rivier is bevaarbaar en populair bij watersporters. Het debiet aan de monding varieert van 11,5 m³/sec (januari 1987) tot 297 m³/s (juni 1987).
De rivier ontspringt in het zuidwesten van Boerjatië in het oostelijk deel van de Oostelijke Sajan, ten noordoosten van de Moenkoe-Sardyk. De bronrivier Tsjorny Irkoet (Zwarte Irkoet) ontstaat hier op een hoogte van 1875 meter in het berggebied Noeksoe-Daban uit het Iltsjirmeer. Op de plek dat de rivieren Sredny Irkoet (Midden-Irkoet) en Bely Irkoet (Witte Irkoet) met deze rivier samenvloeien, ontstaat de Irkoet. Verderop snijdt de rivier zich een weg langs de Bolsjoj Sajan en scheidt deze van de Toenka-Goltsy. Iets verderop stroomt de rivier door het Toenkadal, waar de zijrivier de Toenka instroomt. Vervolgens maakt de rivier een scherpe bocht naar het oosten en stroomt door een nauwe kloof, waar zich stroomversnellingen bevinden. Bij Irkoetsk stroomt ze ten slotte op een hoogte van 405 meter in de Angara.
- Gemeinsame Normdatei: 1030234868
- Virtual International Authority File: 295135814